# HC Farmáři Trstěnice
HC Farmáři Trstěnice (celým názvem: Hockey Club Farmáři Trstěnice) je český klub ledního hokeje, který sídlí v obci Trstěnice v Karlovarském kraji. Založen byl v roce 1972. Od sezóny 2018/19 působí v Západočeském krajském přeboru, čtvrté české nejvyšší soutěži ledního hokeje. Klubové barvy jsou červená, černá a bílá.
Své domácí zápasy odehrává v Mariánských Lázních na tamějším zimním stadionu s kapacitou 1 500 diváků.

## Přehled ligové účasti
Stručný přehled
Zdroj:
- 1993–1994: Krajský přebor regionální I. třídy – Západní Čechy (sk. C) (4. ligová úroveň v České republice)
- 1994–1995: Krajský přebor regionální I. třídy – Západní Čechy (sk. B) (4. ligová úroveň v České republice)
- 2003–2007: Karlovarský krajský přebor (4. ligová úroveň v České republice)
- 2007–2008: Ústecký a Karlovarský krajský přebor (4. ligová úroveň v České republice)
- 2008–2010: bez soutěže
- 2010–2011: Karlovarská krajská soutěž – sk. A (5. ligová úroveň v České republice)
- 2011–2012: Karlovarská krajská soutěž (5. ligová úroveň v České republice)
- 2012–2018: Karlovarská krajská liga (4. ligová úroveň v České republice)
- 2018– : Západočeský krajský přebor (4. ligová úroveň v České republice)

Jednotlivé ročníky
Zdroj:
Legenda: ZČ - základní část, červené podbarvení - sestup, zelené podbarvení - postup, fialové podbarvení - reorganizace, změna skupiny či soutěže
| Česko (1993 – )                                                                               |                                                            |           |           |                                       |                      |
| Sezóny                                                                                        | Soutěž                                                     | Úroveň    | ZČ        | Play-off, nadstavba, sk. o udržení... | Poznámky             |
| 1993/94                                                                                       | Krajský přebor regionální I. třídy – Západní Čechy (sk. C) | 4. úroveň | ?. místo  |                                       | Změna skupiny        |
| 1994/95                                                                                       | Krajský přebor regionální I. třídy – Západní Čechy (sk. B) | 4. úroveň | ?. místo  |                                       |                      |
| ...                                                                                           |                                                            |           |           |                                       |                      |
| 2003/04                                                                                       | Karlovarský krajský přebor                                 | 4. úroveň | 6. místo  |                                       |                      |
| 2004/05                                                                                       | Karlovarský krajský přebor                                 | 4. úroveň | 6. místo  | Nadstavbová část (6. místo)           |                      |
| 2005/06                                                                                       | Karlovarský krajský přebor                                 | 4. úroveň | 5. místo  |                                       |                      |
| 2006/07                                                                                       | Karlovarský krajský přebor                                 | 4. úroveň | 6. místo  |                                       | Reorganizace         |
| 2007/08                                                                                       | Ústecký a Karlovarský krajský přebor                       | 4. úroveň | 7. místo  | Nadstavba KV kraje (4. místo)         | Odhlášení ze soutěže |
| V letech 2008–2010 byl klub bez A-mužstva, v soutěžích přihlášena pouze mládežnická družstva. |                                                            |           |           |                                       |                      |
| 2010/11                                                                                       | Karlovarská krajská soutěž – sk. A                         | 5. úroveň | 3. místo  |                                       | Reorganizace         |
| 2011/12                                                                                       | Karlovarská krajská soutěž                                 | 5. úroveň | 2. místo  | Vítěz                                 | Postup               |
| 2012/13                                                                                       | Karlovarská krajská liga                                   | 4. úroveň | 2. místo  |                                       |                      |
| 2013/14                                                                                       | Karlovarská krajská liga                                   | 4. úroveň | 1. místo  | Vítěz                                 | Kvalifikace          |
| 2014/15                                                                                       | Karlovarská krajská liga                                   | 4. úroveň | 3. místo  |                                       |                      |
| 2015/16                                                                                       | Karlovarská krajská liga                                   | 4. úroveň | 4. místo  |                                       |                      |
| 2016/17                                                                                       | Karlovarská krajská liga                                   | 4. úroveň | 4. místo  | Zápas o 3. místo (výhra)              |                      |
| 2017/18                                                                                       | Karlovarská krajská liga                                   | 4. úroveň | 4. místo  | Zápas o 3. místo (prohra)             | Reorganizace         |
| 2018/19                                                                                       | Západočeský krajský přebor                                 | 4. úroveň | 12. místo | 1. kolo KV divize                     |                      |
| 2019/20                                                                                       | Západočeský krajský přebor                                 | 4. úroveň |           |                                       |                      |